# Хоррамабад-е Лаку
Хоррамабад-е Лаку (перс. خرم ابادلاقو) — село в Ірані, у дегестані Гакімабад, в Центральному бахші, шахрестані Зарандіє остану Марказі. За даними перепису 2006 року, його населення становило 54 особи, що проживали у складі 12 сімей.

## Клімат
Середня річна температура становить 16,15°C, середня максимальна – 35,26°C, а середня мінімальна – -6,18°C. Середня річна кількість опадів – 248 мм.
| Клімат поселення                              | Клімат поселення | Клімат поселення | Клімат поселення | Клімат поселення | Клімат поселення | Клімат поселення | Клімат поселення | Клімат поселення | Клімат поселення | Клімат поселення | Клімат поселення | Клімат поселення | Клімат поселення |
| Показник                                      | Січ.             | Лют.             | Бер.             | Квіт.            | Трав.            | Черв.            | Лип.             | Серп.            | Вер.             | Жовт.            | Лист.            | Груд.            |                  |
| Середній максимум, °C                         | 10,58            | 12,96            | 17,36            | 24,23            | 29,40            | 34,60            | 35,26            | 34,35            | 30,22            | 23,54            | 16,93            | 10,69            |                  |
| Середня температура, °C                       | 2,19             | 4,58             | 9,00             | 15,86            | 21,02            | 26,22            | 29,24            | 28,32            | 24,22            | 17,53            | 10,90            | 4,69             |                  |
| Середній мінімум, °C                          | −6,18            | −3,79            | 0,61             | 7,48             | 12,64            | 17,84            | 23,22            | 22,32            | 18,20            | 11,52            | 4,89             | −1,33            |                  |
| Норма опадів, мм                              | 34               | 34               | 45               | 29               | 22               | 4                | 2                | 1                | 1                | 16               | 25               | 35               |                  |
| Середньомісячна швидкість вітру, м/с          | 1.40             | 2.10             | 2.78             | 3.10             | 2.86             | 2.83             | 2.90             | 2.72             | 2.30             | 2.24             | 1.97             | 1.40             |                  |
| Середньомісячна сонячна радіація, кДж/м²·день | 9175             | 11885            | 14335            | 17971            | 22022            | 25849            | 25665            | 23352            | 19677            | 14436            | 10780            | 8678             |                  |
| --------------------------------------------- | ---------------- | ---------------- | ---------------- | ---------------- | ---------------- | ---------------- | ---------------- | ---------------- | ---------------- | ---------------- | ---------------- | ---------------- | ---------------- |
| Джерело:                                      |                  |                  |                  |                  |                  |                  |                  |                  |                  |                  |                  |                  |                  |